# Марта Келлер
Марта Келлер (нар. 28 січня 1945, Базель, Швейцарія) — швейцарська акторка.

## Біографія
Народилася 28 січня 1945 року в Базелі, Швейцарія.
З восьми років майбутня акторка навчалася в балетній школі. Перервала навчання через автомобільну аварію. З шістнадцяти років Марта Келлер працювала танцівницею в Базельському театрі. Продовжувала навчання танцювальній майстерності у Мюнхені. З 1966 року працювала в Гейдельберзькому та західноберлінському театрах. У другій половині 70-х років — в Парижі.
На телебаченні з 1964 року, знімалася в телесеріалах, в тому числі у Франції в серіалі «Дівчина з Авіньйона» (1966).
У великому кіно з 1967 року. Марта Келлер знімалася в ФРН, Англії, Франції, Італії. У 1975—1980 роки — в Голлівуді. На знімальному майданчику працювала з Аль Пачіно, Дастіном Хоффманом, Марлоном Брандо, Марчелло Мастроянні.
Марта Келлер заявила про себе і як оперний режисер.

## Фільмографія
- 2016 — Сімейний бюджет
- 2015 — Амнезія
- 2013 — Мизерере
- 2011 — Мій кращий ворог
- 2011 — Гіганти
- 2010 — Потойбічне
- 2008 — Кортекс
- 2007 — Убивчий ультрафіолет
- 2007 — Крисалис
- 2007 — Авіньонськоє пророцтво
- 2005 — На волосині
- 2004 — Нічні пісні
- 2003 — Час вовків
- 1999 — Дупа
- 1998 — Школа плоті
- 1997 — Під ім'ям «К»
- 1996 — За згодою Перейри
- 1990 — Зліт і падіння Третього Рейху
- 1986 — Очі чорні
- 1985 — Червоний поцілунок
- 1985 — Джоан Луй
- 1983 — Вагнер
- 1982 — Пармська обитель
- 1981 — Дилетант
- 1980 — Формула
- 1978 — Федора
- 1977 — Чорна неділя
- 1977 — Життя в борг
- 1976 — Сліпа любов
- 1976 — Осине гніздо
- 1976 — Марафонець
- 1975 — За давніми сходами
- 1974 — Відповідь знає тільки вітер
- 1974 — Все життя
- 1973 — Сама божевільна причина
- 1972 — Вона бігла по передмістю
- 1971 — Стара діва
- 1970 — Танго
- 1970 — Примхи Марії
- 1969 — Диявола за хвіст
- 1966 — Похорон в Берліні